# Liste des sites Ramsar en Mauritanie
Cet article recense les zones humides de Mauritanie concernées par la convention de Ramsar.

## Statistiques
La convention de Ramsar est entrée en vigueur en Mauritanie le 22 février 1983.
En janvier 2020, le pays compte 4 sites Ramsar, couvrant une superficie de 12 406 km2.

## Liste
| Site                                                       | Région             | Notes | Date             | Superficie (km²) | Altitude (m) | Identifiant Ramsar | Identifiant WDPA | Coordonnées                         | Photo |
| ---------------------------------------------------------- | ------------------ | ----- | ---------------- | ---------------- | ------------ | ------------------ | ---------------- | ----------------------------------- | ----- |
| Parc national du banc d'Arguin                             | Dakhlet Nouadhibou |       | 22 octobre 1982  | 12 000,00        | 0            | 250                | 17726            | 20° 49′ 59″ nord, 16° 45′ 00″ ouest |       |
| Parc national du Diawling                                  | Trarza             |       | 23 août 1994     | 156,00           | 0 - 1        | 666                | 95349            | 16° 22′ 01″ nord, 16° 22′ 59″ ouest |       |
| Chat Tboul                                                 | Trarza             |       | 10 novembre 2000 | 155,00           | 0 - 6        | 1044               | 900595           | 16° 33′ nord, 16° 24′ ouest         |       |
| Lac Gabou et le réseau hydrographique du plateau du Tagant | Tagant             |       | 13 février 2009  | 95,00            | 90 - 500     | 1854               | 478021           | 17° 55′ 59″ nord, 11° 52′ 01″ ouest |       |